# پاول میکی ناکاسونه
پاول میکی ناکاسونه (به انگلیسی: Paul M. Nakasone) (زاده ۱۹ نوامبر ۱۹۶۳) یک ژنرال چهار ستاره در ارتش ایالات متحده آمریکا است. وی هم‌اکنون فرماندهی سایبری ایالات متحده آمریکا را بر عهده دارد و به‌طور همزمان مدیر آژانس امنیت ملی و رئیس سرویس امنیت مرکزی ایالات متحده است. پیش از این، وی به عنوان فرمانده فرماندهی سایبری ارتش آمریکا خدمت می‌کرد. ناکاسونه فرماندهی ارتش دوم و فرماندهی سایبر ایالات متحده را در اکتبر سال ۲۰۱۶، تا انحلال ارتش دوم در مارس ۲۰۱۷ به دست گرفت. در ماه مه سال ۲۰۱۸، او رئیس آژانس امنیت ملی، سرویس امنیت مرکزی و فرماندهی سایبر ایالات متحده شد.

## زندگی شخصی و تحصیلات

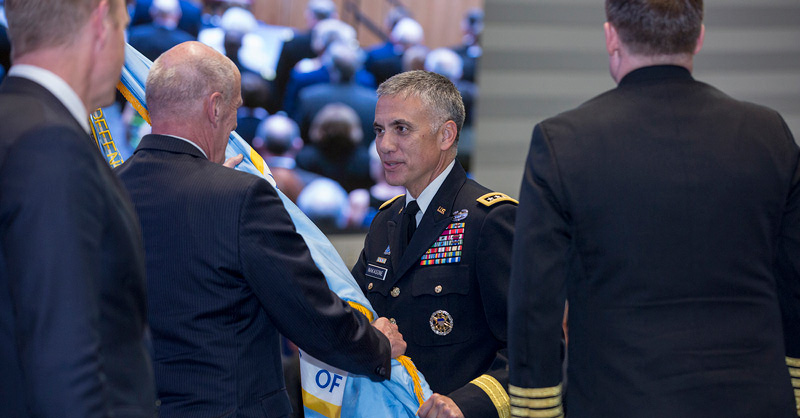
ژنرال پل ام. ناکاسون، ایالات متحده، فرماندهی را از دریاسالار مایک راجرز، USN، به عنوان فرمانده فرماندهی سایبری ایالات متحده و مدیر، آژانس امنیت ملی/رئیس، سرویس امنیت مرکزی به عهده می گیرد. (4 مه 2018)

ناکاسونه در سنت پاول، مینه سوتا، متولد شد. پدر او ادوین ناکاسونه، یک سرهنگ بازنشسته ارتش ایالات متحده بود که در جنگ جهانی دوم در سرویس اطلاعات ارتش خدمت می‌کرد. نام مادر او نیز ماری آن ناکاسونه (née Costello) است. پدر ناکاسونه نسل دوم ژاپنی آمریکایی‌ها است. ناکاسونه در وایت بیر لیک، مینه‌سوتا بزرگ شد و در دبیرستان وایت بیر تحصیل کرد. او هم‌اکنون متأهل است و چهار فرزند دارد.

## خدمت در ارتش
ناکاسونه در سطح فرماندهی گروهان، گردان و تیپ فرمانده بوده‌است است.

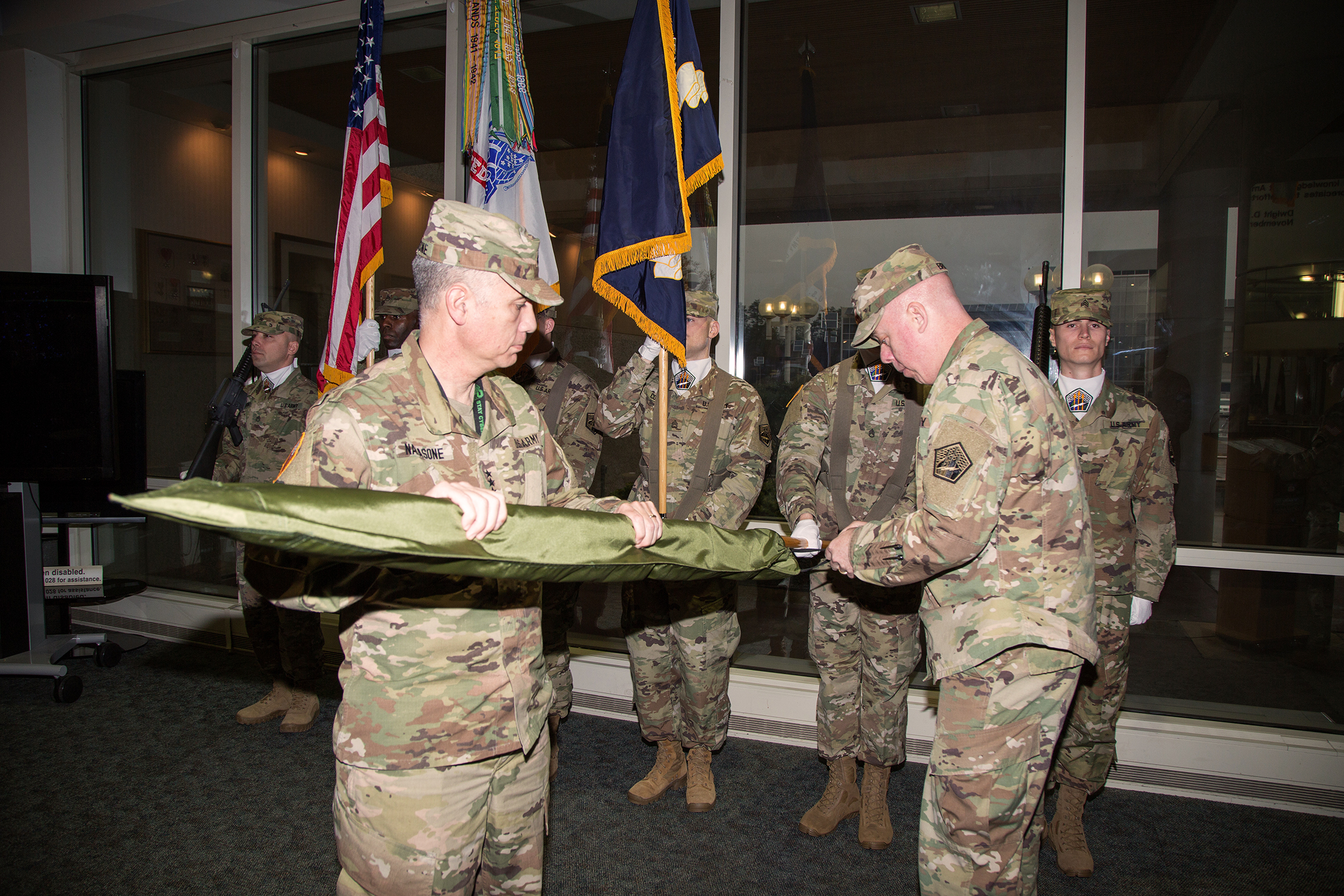
ناکاسونه در حال تعویض رنگ هنگام انحلال ارتش دوم ایالات متحده در سال ۲۰۱۷

## جوایز و افتخارات
|  | نشان اقدام عملیاتی                                                 |
|  | نشان آژانس امنیت ملی                                               |
|  | نشان فرمان سایبری ایالات متحده                                     |
|  | نشان مشترک ستاد مشترک                                              |
|  | نشان V Corps که به عنوان نشان شناسایی خدمات مبارزاتی پوشیده شده‌است |
|  | نشانه‌های واحد متمایز ارتش اطلاعات ارتش                             |
|  | ۴ خط خدمات خارج از کشور                                            |

| Bronze oak leaf cluster | مدال خدمات برجسته ارتش با یک خوشه برگ بلوط برنز  |
| | مدال خدمات برتر دفاعی با سه خوشه برگ بلوط        |
| | لژیون افتخار                                     |
| Width-44 scarlet ribbon with width-4 ultramarine blue stripe at center, surrounded by width-1 white stripes. Width-1 white stripes are at the edges. | نشان ستاره برنزی                                 |
| Bronze oak leaf cluster | مدال خدمات شایسته دفاعی با خوشه برگ بلوط         |
| | مدال خدمات شایسته با چهار خوشه برگ بلوط          |
| | مدال ستایش ارتش                                  |
| Bronze oak leaf cluster | مدال دستیابی مشترک خدمات با خوشه برگ بلوط        |
| | مدال دستاورد ارتش با چهار خوشه برگ بلوط          |
| | جایزه واحد شایسته مشترک                          |
| Bronze star | مدال خدمات دفاع ملی با یک ستاره خدمات برنز       |
| | مدال کمپین افغانستان                             |
| | مدال مبارزات انتخاباتی عراق                      |
| | مدال اعزامی به جنگ جهانی علیه تروریسم            |
| | مدال خدمات جهانی جنگ علیه تروریسم                |
| | مدال خدمات دفاع کره                              |
| | روبان خدمات ارتش                                 |
| | روبان خدمات برون مرزی ارتش با جوایز برنز شماره ۵ |
| | مدال ناتو برای خدمت با ISAF                      |